# Чемпіонат світу з художньої гімнастики 2009
Чемпіонат світу з художньої гімнастики 2009 пройшов з 7 по 13 вересня в місті Ісе (Міє), Японія, на арені Sun Arena.

## Медалісти
| Дисципліна         | Золото                                                                | Срібло                                                      | Бронза                                                   |
| Команда            | Команда                                                               | Команда                                                     | Команда                                                  |
| ------------------ | --------------------------------------------------------------------- | ----------------------------------------------------------- | -------------------------------------------------------- |
| Командна першість  | Росія Дар'я Дмитрієва Ольга Капранова Дар'я Кондакова Євгенія Канаєва | Білорусь Мелітіна Станюта Світлана Рудалова Любов Черкашина | Азербайджан Алія Гараєва Зейнаб Джавалди Ганна Гурбанова |
| Особиста першість  |                                                                       |                                                             |                                                          |
| Абсолютна першість | Євгенія Канаєва (RUS)                                                 | Дар'я Кондакова (RUS)                                       | Ганна Безсонова (UKR)                                    |
| Вправа з скакалкою | Євгенія Канаєва (RUS)                                                 | Дар'я Кондакова (RUS)                                       | Ганна Безсонова (UKR)                                    |
| Вправа з обручем   | Євгенія Канаєва (RUS)                                                 | Дар'я Кондакова (RUS)                                       | Мелітіна Станюта (BLR)                                   |
| Вправа зі стрічкою | Євгенія Канаєва (RUS)                                                 | Ганна Безсонова (UKR)                                       | Сільвія Мітієва (BUL)                                    |
| Вправа з м'ячем    | Євгенія Канаєва (RUS)                                                 | Алія Гараєва (AZE)                                          | Ганна Безсонова (UKR)                                    |

## Медалісти (групові вправи)
| Дисципліна             | Золото         | Срібло         | Бронза         |
| Групові вправи         | Групові вправи | Групові вправи | Групові вправи |
| ---------------------- | -------------- | -------------- | -------------- |
| Групова першість       | Італія         | Білорусь       | Росія          |
| 5 обручів              | Росія          | Італія         | Білорусь       |
| 3 стрічки + 2 скакалки | Італія         | Білорусь       | Росія          |

## Медальний залік
| Місце               | Країна              | Золото | Срібло | Бронза | Загалом |
| ------------------- | ------------------- | ------ | ------ | ------ | ------- |
| 1                   | Росія               | 7      | 3      | 2      | 12      |
| 2                   | Італія              | 2      | 1      | 0      | 3       |
| 3                   | Білорусь            | 0      | 3      | 2      | 5       |
| 4                   | Україна             | 0      | 1      | 3      | 4       |
| 5                   | Азербайджан         | 0      | 1      | 1      | 2       |
| 6                   | Болгарія            | 0      | 0      | 1      | 1       |
| Загалом (6 збірних) | Загалом (6 збірних) | 9      | 9      | 9      | 27      |